# Lass Bangoura
Alhassane Bangoura (Conakri, 30 de marzo de 1990) es un futbolista guineano. Juega de centrocampista y su equipo es la U. E. Santa Coloma de la Primera División de Andorra.

## Trayectoria
Lass comenzó su carrera con el club local de Etoile de Guinea. En 2010 se incorporó a las categorías inferiores del Rayo Vallecano, España. En su primer año en la cantera del Rayo anotó 23 goles en 25 partidos. Su juego con los reservas del Rayo no pasó desapercibido y Lass fue convocado con la selección absoluta de Guinea. Su debut en Segunda División con el primer equipo franjirrojo se produjo el 27 de marzo de 2011 entrando desde el banquillo en la segunda parte en una victoria en casa por uno a cero contra el Real Betis Balompié.
El 25 de agosto de 2011, Lass renovó con el Rayo Vallecano de Madrid para las próximas cuatro temporadas y se anuncia que alternará partidos con el filial y el primer equipo. De cara a la siguiente temporada se integró definitivamente en el primer equipo rayista. Con el tiempo se fue consolidando como una de las mayores promesas del fútbol español y grandes equipos como el F. C. Barcelona se interesaron en él.
El 5 de enero de 2014 se fue cedido al Granada Club de Fútbol de LaLiga donde jugó un total de 15 partidos y marcó un gol.
El 1 de febrero de 2016 se marchó cedido al Stade de Reims de la Ligue 1 de Francia. Allí logró marcar un gol y dar una asistencia en los 10 partidos que disputó.
Tras el descenso rayista, la directiva franjirroja decidió mantener a Lass en su equipo que marcó 1 gol y dio 3 asistencias en los 23 encuentros que jugó en segunda división y Copa del Rey.
El 31 de enero de 2018 se fue a la U. D. Almería de la segunda división española siendo esta su tercera temporada que salía cedido del Rayo. Al final de temporada logró jugar 10 partidos.
En enero de 2019 se marchó a Canadá para jugar cedido por el Rayo Vallecano de Madrid en las filas del Vancouver Whitecaps de la Major League Soccer.
El 31 de enero de 2020 regresó a España para jugar cedido en las filas del C. D. Lugo de la Segunda División hasta el final de la temporada 2019-20. Tras su experiencia en tierras gallegas, en el mes de noviembre fue cedido a Club Sport Emelec.
El 2 de enero de 2022 fue anunciado en el Lamia F. C. de Grecia en condición de préstamo. En septiembre acabó abandonando definitivamente el Rayo Vallecano para seguir jugando en el país heleno con el PAE Chania.
En febrero de 2025, tras un tiempo sin equipo, fichó por la U. E. Santa Coloma andorrana.

## Clubes
| Club                        | Año       | Categoría           | Liga    | Liga  | Copa    | Copa  | Total   | Total |
| Club                        | Año       | Categoría           | Jugados | Goles | Jugados | Goles | Jugados | Goles |
| --------------------------- | --------- | ------------------- | ------- | ----- | ------- | ----- | ------- | ----- |
| Rayo Vallecano de Madrid    | 2010/11   | Segunda División    | 4       | 0     | 0       | 0     | 4       | 0     |
| Rayo Vallecano de Madrid    | 2011/12   | Primera División    | 28      | 3     | 1       | 0     | 29      | 3     |
| Rayo Vallecano de Madrid    | 2012/13   | Primera División    | 32      | 3     | 2       | 0     | 34      | 3     |
| Rayo Vallecano de Madrid    | 2013/14   | Primera División    | 28      | 0     | 3       | 0     | 31      | 0     |
| Granada C. F.               | 2014/2015 | Primera División    | 14      | 0     | 1       | 1     | 15      | 1     |
| Rayo Vallecano de Madrid    | 2014/2015 | Primera División    | 1       | 0     | 0       | 0     | 1       | 0     |
| Stade de Reims              | 2015/2016 | Ligue 1             | 10      | 1     | 0       | 0     | 10      | 1     |
| Rayo Vallecano de Madrid    | 2016/2017 | Primera División    | 22      | 1     | 1       | 0     | 23      | 1     |
| Rayo Vallecano de Madrid    | 2017/2018 | Segunda División    | 9       | 0     | 1       | 0     | 10      | 0     |
| Unión Deportiva Almería     | 2017-2018 | Segunda División    | 10      | 0     | 0       | 0     | 10      | 0     |
| Rayo Vallecano de Madrid    | 2018-2019 | Primera División    | 0       | 0     | 0       | 0     | 0       | 0     |
| Vancouver Whitecaps         | 2019      | Major League Soccer | 17      | 1     | 1       | 0     | 18      | 1     |
| C. D. Lugo                  | 2019-2020 | Segunda División    | 3       | 0     | 0       | 0     | 3       | 0     |
| Club Sport Emelec           | 2020-2021 | Serie A             | 17      | 0     | 2       | 0     | 19      | 0     |
| Lamia F. C.                 | 2021-22   | Primera División    | 10      | 1     | 3       | 0     | 13      | 1     |
| PAE Chania                  | 2022-25   | Segunda División    | 4       | 1     | 0       | 0     | 4       | 1     |
| Unió Esportiva Santa Coloma | 2025-     | Primera División    | 0       | 0     | 0       | 0     | 0       | 0     |